# Воронов, Михаил Михайлович
Михаил Михайлович Воронин (1873 — ?) — русский военный  деятель, генерал-майор Российской Императорской армии (1917); генерал-лейтенант Белой армии, герой Первой мировой войны, участник Гражданской войны в составе Белого движения на Востоке России.

## Биография
В службу вступил в 1892 году после окончания Московского 4-го кадетского корпуса. В 1894 году после окончания  Александровского военного училища  произведён  в подпоручики гвардии и выпущен в Санкт-Петербургский лейб-гвардии полк. В 1898 году произведён в поручики гвардии, в 1902 году в штабс-капитаны гвардии, с 1906 года капитан  гвардии — командир 10-й роты. В 1912 году произведён в полковники гвардии — командир 3-го батальона. 

С 1914 года участник Первой мировой войны во главе своего батальона. С 1915 года временно командующий Петроградским лейб-гвардии полком, был ранен и контужен в бою, но остался в строю. С 13 июля 1915 года командир  218-го Горбатовского пехотного полка. С 1916 года штаб-офицер для поручений при командующем 11-й армией. С 1916 года исполняющий должность генерала для поручений и дежурного генерала при командующем Дунайской армией и при помощнике  главнокомандующего армиями Румынского фронта. Высочайшим приказом по Армии и Флоту от 6 августа 1917 года за храбрость награждён Георгиевским оружием:
За то, что, в бою 12 августа 1915 года у д. Черни Ляс, когда слабые части 218-го пехотного Горбатовского полка, обстреливаемые продолжительное время сильным артиллерийским и пулеметным огнем, понеся большие потери, стали отходить, обнажая фланг соседних 217-го пехотного Ковровского и 220-го пехотного Скопинского полков; лично повел оставшийся в его распоряжении последний резерв – сводную роту, остановил и устроил отходящие части, восстановил порядок и отбросил уже ворвавшихся на нашу позицию немцев
Высочайшим[уточнить] приказом по Армии и Флоту от 21 ноября 1917 года произведён в генерал-майоры с назначением дежурным генералом и временно исправляющим должность начальника канцелярии штаба армий Румынского фронта. 
После Октябрьской революции участник Белого движения в составе войск Восточного фронта — временно командующий 13-й Казанской стрелковой дивизии. С 1919 года генерал-лейтенант — командир 2-й ударной Сибирской отдельной стрелковой бригады и начальник 2-й Сибирской ударной стрелковой дивизии. С 1920 года в эмиграции во Францию. 

## Награды
- Орден Святой Анны 3-й степени  (ВП 1909)
- Орден Святого Станислава 2-й степени с мечами (ВП 1912; Мечи — ВП 30.04.1916)
- Орден Святого Владимира 4-й степени с мечами и бантом (ВП 23.04.1915)
- Орден Святой Анны 4-й степени «За храбрость» (ВП 23.04.1915)
- Орден Святой Анны 2-й степени с мечами (ВП 30.04.1916)
- Орден Святого Владимира 3-й степени с мечами (ВП 12.05.1916)
- Георгиевское оружие (ПАФ 06.08.1917)